# Jerome Klapka Jerome
Jerome Klapka Jerome, angleški pisatelj, * 2. maj 1859, Walsall, † 14. junij 1927.

## Življenje
Jerome Klapka Jerome se je rodil kot četrti otrok duhovniku Jeromu Clapp Jeromu in materi Marguerite Jones. Odraščal je v revščini, saj je bil njegov oče precej zadolžen, o čemer je pisal v svoji avtobiografiji. Kot otrok si je želel postati politik, vendar te želje ni mogel uresničiti. Pri trinajstih letih je namreč izgubil starša in se je bil prisiljen zaposliti pri železnici, kjer je delal kot pobiralec premoga, ki so ga izgubili vlaki.
Kmalu je začel s pisateljevanjem in je napisal nekaj kratkih zgodb in esejev. Po poroki z Georgino Elizabeth Henrietto Stanley Marris je napisal svojo največjo uspešnico Trije možje v čolnu, ki mu je na široko odprla vrata v literarni svet.
Ob izbruhu prve svetovne vojne se je želel pridružiti angleški vojski, vendar je bil zaradi starosti (ob izbruhu vojne je štel 56 let) zavrnjen. Tako se je prostovoljno javil za službo v francoski vojski, kjer je bil sprejet in je postal voznik reševalnega voza. Po vojni se je spet posvetil pisanju, kmalu po izidu svoje avtobiografije pa je umrl za posledicami možganske kapi. Pokopan je v Oxfordshiru. V njegovem rojstnem kraju je danes spominska hiša in muzej temu velikemu angleškemu pisatelju. 

### Novele
- Idle Thoughts of an Idle Fellow (1886)
- Trije možje v čolnu (1889)
- The Diary of a Pilgrimage (1891)
- Novel Notes (1893)
- Second Thoughts of an Idle Fellow (1898)
- Trije možje se klatijo (1900)
- Paul Kelver (1902)
- Tommy and Co (1904)
- They and I (1909)
- All Roads Lead to Calvary (1919)
- Anthony John (1923)
- The Love of Ulrich Nebendahl (1909)
- The Philosopher's Joke (1909)

### Zbirke
- Told After Supper (1891)
- John Ingerfield: And Other Stories (1894)
- Sketches in Lavender, Blue and Green (1895)
- The Observations of Henry (1901)
- The Angel and the Author and Others (1904)
- American Wives and Others (1904)
- The Passing of the Third Floor Back: And Other Stories (1907)
- Malvina of Brittany (1916)
- Three Men in a Boat and Three Men on the Bummel (1974)
- After Supper Ghost Stories: And Other Tales (1985)

### Avtobiografija
- My Life and Times (1926)

### Antologije z zgodbami Jeroma K. Jeroma
- Great Short Stories of Detection, Mystery and Horror 1st Series (1928)
- A Century of Humour (1934)
- The Mammoth Book of Thrillers, Ghosts and Mysteries (1936)
- Alfred Hitchcock Presents (1957)
- Famous Monster Tales (1967)
- The 5th Fontana Book of Great Ghost Stories (1969)
- The Rivals of Frankenstein (1975)
- The 17th Fontana Book of Great Ghost Stories (1981)
- Stories in the Dark (1984)
- Gaslit Nightmares (1988)
- Horror Stories (1988)
- 100 Tiny Tales of Terror (1996)
- Knights of Madness: Further Comic Tales of Fantasy (1998)
- 100 Hilarious Little Howlers (1999)

### Kratke zgodbe
- The Haunted Mill (1891)
- The New Utopia (1891)
- The Dancing Partner (1893)
- Christmas Eve in the Blue Chamber
- Silhouettes
- The Skeleton
- The Snake
- The Woman of the Saeter